# Bobby Darin
Walden Robert Cassotto, conocido como Bobby Darin (Nueva York, 14 de mayo de 1936-Los Ángeles, 20 de diciembre de 1973), fue un cantante estadounidense, uno de los más populares e ídolo de adolescentes de las décadas de 1950 y 1960.
Interpretó varios géneros musicales como el folk, country, pop y jazz y trabajó como actor en varias películas, llegando a estar nominado a un Óscar en 1964.

## Primeros años
Nació en el seno de una familia pobre de clase trabajadora del Bronx, Nueva York. Su padre provenía de una familia italiana y desapareció unos pocos meses antes de que Bobby naciera. Como resultado, su madre (que provenía de una familia descendiente de colonos ingleses e italianos) se vio forzada a pedir ayuda para cuidar a su hijo.
De pequeño tuvo una salud frágil, quizá por una dieta deficiente y una escasa atención médica. A los 8 años estaba aquejado de múltiples ataques de fiebre reumática. La enfermedad lo dejó con serios problemas de corazón. Una vez oyó cómo su médico le decía a su madre que tendría mucha suerte si llegaba a los 16.
Bobby tenía un gran talento para la música. Cuando era adolescente podía tocar varios instrumentos como el piano, la batería, y la guitarra. Más tarde aprendió a tocar la armónica y el xilófono.
Alumno destacado, con un cociente intelectual de genio, Bobby se graduó en el Bronx High School of Science y después asistió al Hunter College con una beca. Lo que Bobby quería realmente era tener una carrera para actuar en el Teatro de Nueva York. Dejó los estudios y comenzó a trabajar en Clubes Nocturnos como cantante con un conjunto de música. También trabajó en un centro turístico de las montañas de Catskill como animador.
Bobby eligió como nombre artístico "Bobby Darin" porque lo habían llamado así desde niño (algunos lo llamaban "Waldo" como diminutivo de su nombre real). Escogió Darin porque una vez vio un restaurante chino llamado "Darin Duck". El nombre del restaurante era realmente "Mandarin Duck" ya que se habían fundido las demás letras.
Cuando Darin tenía 35 años descubrió que quien parecía ser su hermana era en realidad su madre que había quedado embarazada muy joven. Y la mujer que pensaba Darin que era su madre era realmente su abuela. La identidad de su verdadero padre nunca le fue revelada.

## Carrera musical
En 1956 su agente firmó un contrato con Decca Records donde Bill Halley and his Comets habían alcanzado la fama. Sin embargo Darin como muchos otros cantantes empezó cantando éxitos de otros artistas.
Cuando dejó Decca Records firmó con Atlantic Records, donde escribió música para él y para otros artistas. Después de tres grabaciones mediocres, su carrera empezó a despegar en 1958 cuando lanzó su único sencillo de rock Splish Splash. Este se convirtió en un éxito vendiendo más de un millón de copias. 
A partir de entonces, Bobby tuvo un gran éxito comercial. En 1959 grabó Dream Lover, una balada que vendió varios millones de copias. Su éxito posterior fue Mack the Knife del clásico de Kurt Weill Three Penny Opera, melodía que estuvo como número uno en la lista de Billboard en el año 1959 por cerca de 8 semanas, y ésta, junto con Beyond the sea que se basó en el clásico "La mer" de Charles Trenet, son las canciones más importantes y representativas de Bobby Darin. Este último éxito nunca fue número uno pero, vendió varios millones de copias y gracias a esta canción Bobby ganó un premio Grammy en la edición de 1960. Bobby Darin ganó también el premio a Mejor artista revelación. Es en esa década cuando Darin encabeza los carteles de los casinos más importantes de Las Vegas. Él tuvo otros éxitos que llegaron a los primeros lugares de las listas de Billboard: "Splish and Splash" "Multiplication", "Things" que tuvieron versiones en español para el público de Hispanoamérica, con éxitos importantes.
Otras canciones de éxito en la década de 1960 fueron I'll be there, Hello Dolly y Fly me to the moon.
Darin se dedicó también al cine, escribiendo temas para varias películas en las que actuaba. La película más importante de la que formó parte fue Come September, filmada en Italia, una comedia romántica coprotagonizada por Rock Hudson, Gina Lollobrigida y Sandra Dee. En 1962 fue nominado un Globo de Oro por su papel en Pressure Point. En 1963 fue nominado a un Oscar por su papel de soldado en Capitán Newman M.D.

## Últimos años y muerte
Se casó con Sandra Dee en 1960 y en 1961 tuvieron a su hijo Dodd Mitchell Darin, divorciándose en 1967.
También hizo incursiones en la política, trabajando en 1968 para la campaña presidencial de su amigo Robert Kennedy, cuyo asesinato marcó a Bobby y este publicó dos álbumes protesta de música Folk.
A principios de la década de 1970, continuó actuando y grabando en estudios como Motown Records. En enero de 1971 fue operado para corregir sus afecciones de corazón con las que había vivido desde pequeño.
En 1972 tenía su propio show en la televisión norteamericana NBC (The Bobby Darin Amusement Company) que duró 2 años. También siguió actuando en Las Vegas donde le administraban oxígeno después de cada actuación, dada la lesión cardíaca que tenía.
Fue embajador de buena voluntad de la Asociación Americana del Corazón. 
El 20 de diciembre de 1973, Darin murió en Los Ángeles, durante una operación que pretendía corregir daños ocasionados en sus válvulas cardíacas. Su cuerpo fue donado a la UCLA para la investigación. 
La estrella de Bobby Darin en el Paseo de la fama de Hollywood está en el 1735 de Vine Street.

## Premios y distinciones
Premios Óscar
| Año  | Categoría              | Película       | Resultado |
| ---- | ---------------------- | -------------- | --------- |
| 1964 | Mejor Actor de Reparto | Capitán Newman | Nominado  |